# Wegekreuz Roermonder Straße

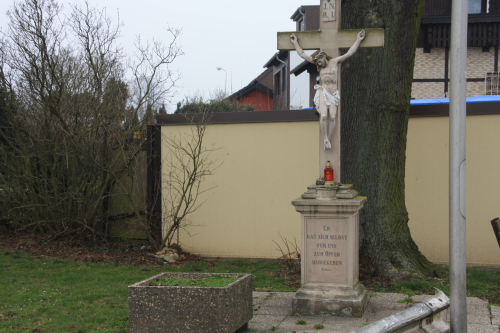
Das Kreuz

Das Wegekreuz Roermonder Straße befindet sich im Dürener Stadtteil Merken in Nordrhein-Westfalen.
Das Wegekreuz steht an der Paulstraße in der Nähe der Roermonder Straße in einer kleinen Grünanlage.
Das Kreuz stammt aus der Mitte des 19. Jahrhunderts. Das ca. 3,50 m hohe Kreuz aus Sandstein steht auf einem rechteckigen Sockel mit einer Inschrift „Er hat sich selbst für uns zum Opfer hingegeben“. Am Kreuz befindet sich noch der originale gusseiserne Korpus.
Das Bauwerk ist unter Nr. 11/008 in die Denkmalliste der Stadt Düren eingetragen.